# Heinrichsruh
Heinrichsruh é um município da Alemanha localizado no distrito de Uecker-Randow, estado de Mecklemburgo-Pomerânia Ocidental.
Pertence ao Amt de Torgelow-Ferdinandshof.